# Mythomanie
La mythomanie désigne un trouble pathologique caractérisé par une tendance au mensonge et la fabulation.
 Mise en garde médicale

## Étymologie
Le terme « mythomanie » provient des mots « mythe » et « manie » (terme médical signifiant anciennement « folie »). Bien que ces deux mots aient eux-mêmes des origines grecques (respectivement μῦθος, « récit, fable » et μανία, « folie »), le mot mythomanie est un néologisme n'ayant pas d'étymon grec. Attesté dès 1862 dans le sens de « recours systématique aux mythes », le sens moderne est dû au psychiatre Ernest Dupré qui l'introduit en 1905 .
Le mot mythomanie est probablement à l'origine du verbe « mythonner » signifiant « mentir ».

## Histoire
Ce comportement a été décrit pour la première fois par le psychiatre Anton Delbrück (de) en 1891. Le terme a été réutilisé en 1905 par l'aliéniste Ernest Dupré pour entre autres décrire un des traits de l'hystérie. Il désignait ainsi une « tendance constitutionnelle présentée par certains sujets à altérer la vérité, à mentir, à imaginer des histoires (fabulations) enfin à imiter des états organiques anormaux » qu'il voyait comme des simulations, d'où le lien à l'hystérie.
La mythomanie peut être décelée chez l'enfant, Ernest Dupré l'ayant décrite de manière détaillée, censée évoluer plus ou moins naturellement vers une meilleure appréhension de la réalité, alors que la mythomanie de l'adulte peut s'associer à l'hystérie, à d'autres névroses, aux perversions ou même aux psychoses. En psychiatrie, et à part pour Dupré, la mythomanie est rarement considérée comme un symptôme isolé, ce qui fait que le concept est la plupart du temps traité en association avec les autres troubles auxquels elle est associée.
Le terme n'est plus beaucoup utilisé en psychiatrie. Il n'existe pas dans les dernières classifications. Les recherches actuelles sur les syndromes de conversion montrent que cette pathologie fonctionnelle cérébrale est différente d'une simple simulation[source insuffisante].

## Prévalence
Une étude démontre qu'un délinquant juvénile sur 1 000 serait mythomane. L'âge d'apparition moyen est de 16 ans et ce trouble comportemental serait aussi bien répandu chez les hommes que chez les femmes. 40 % des cas rapportés proviendraient d'une anomalie du système nerveux (par exemple une épilepsie, un traumatisme crânien ou une infection du système nerveux).

## Description
Le mensonge désigne l'acte de donner intentionnellement une fausse information. Certains individus le font même sans exprimer aucune crainte. Le mensonge pathologique peut avoir des effets néfastes (faux jugements notamment) dans la vie de l'individu et de son entourage. Le mensonge excessif est communément perçu chez les patients atteints de troubles mentaux. Les individus souffrant de trouble de la personnalité antisociale utilisent le mensonge dans le but de tirer profit de leur entourage. Certains individus souffrant de trouble de la personnalité borderline mentent pour attirer l'attention sur eux en clamant qu'ils sont délaissés ou maltraités. Le mensonge pathologique peut survenir parfois lorsqu'un individu ment sans pour autant tirer profit de ce mensonge.
Il existe de nombreuses conséquences chez les patients qui mentent d'une manière abusive. Étant donné la perte de confiance qu'entraînent les mensonges compulsifs, l'entourage du patient peut se défier de la personne, voire s'en détourner. Si le comportement maladif persiste, les conséquences du mensonge peuvent s'avérer catastrophiques voire criminelles. Certaines études suggèrent que certains individus auraient une « prédisposition à mentir ».

## Classifications psychiatriques
Les classifications actuelles ne considèrent pas toutes la mythomanie comme une pathologie. La Classification Internationale des Maladies (CIM-10) la classe dans les autres troubles de la personnalité qui sont des caractéristiques propres à chaque individu qu'il garde tout au long de sa vie. Sa définition n'en est pas donnée dans la classification du Manuel diagnostique et statistique des troubles mentaux (DSM-IV).

## Diagnostic différentiel
La mythomanie est une attitude considérée comme volontaire (ou consciente) mais elle peut se confondre avec d'autres attitudes non volontaires (ou inconsciente) du patient et d'ordre psychiatrique, voire des troubles neurologiques :
- Trouble factice pathomimie ou simulation (autre appellation : syndrome de Münchhausen) ;
- Faux souvenirs induits, lorsqu'une personne se remémore un événement qui n'a pas eu lieu ;
- Syndrome de conversion (ou trouble dissociatif de conversion) ;
- Délire paranoïaque qui peuvent être d'ordre passionnel (érotomanie), d'interprétation (dit de Capgras) ou  de relation des sensitifs (dit délire de relation des sensitifs de Kretschmer) ;
- Affabulations comme dans le syndrome de Korsakoff (liée à l'usage de l'alcool ou plus rarement à certaines formes sévères de malnutrition ;
- Anosognosie, lorsqu'une personne ne se rend pas compte de son état de santé ou de son handicap.

## Prise en charge
La psychothérapie semblerait être la seule méthode efficace pour remédier au mensonge pathologique. Aucune recherche n'a été menée concernant un éventuel traitement pharmaceutique.
Actuellement, il n'existe aucune étude sérieuse concernant un traitement efficace contre la mythomanie.

## Personnalités
Certaines personnalités notables ont été qualifiées de mythomanes :

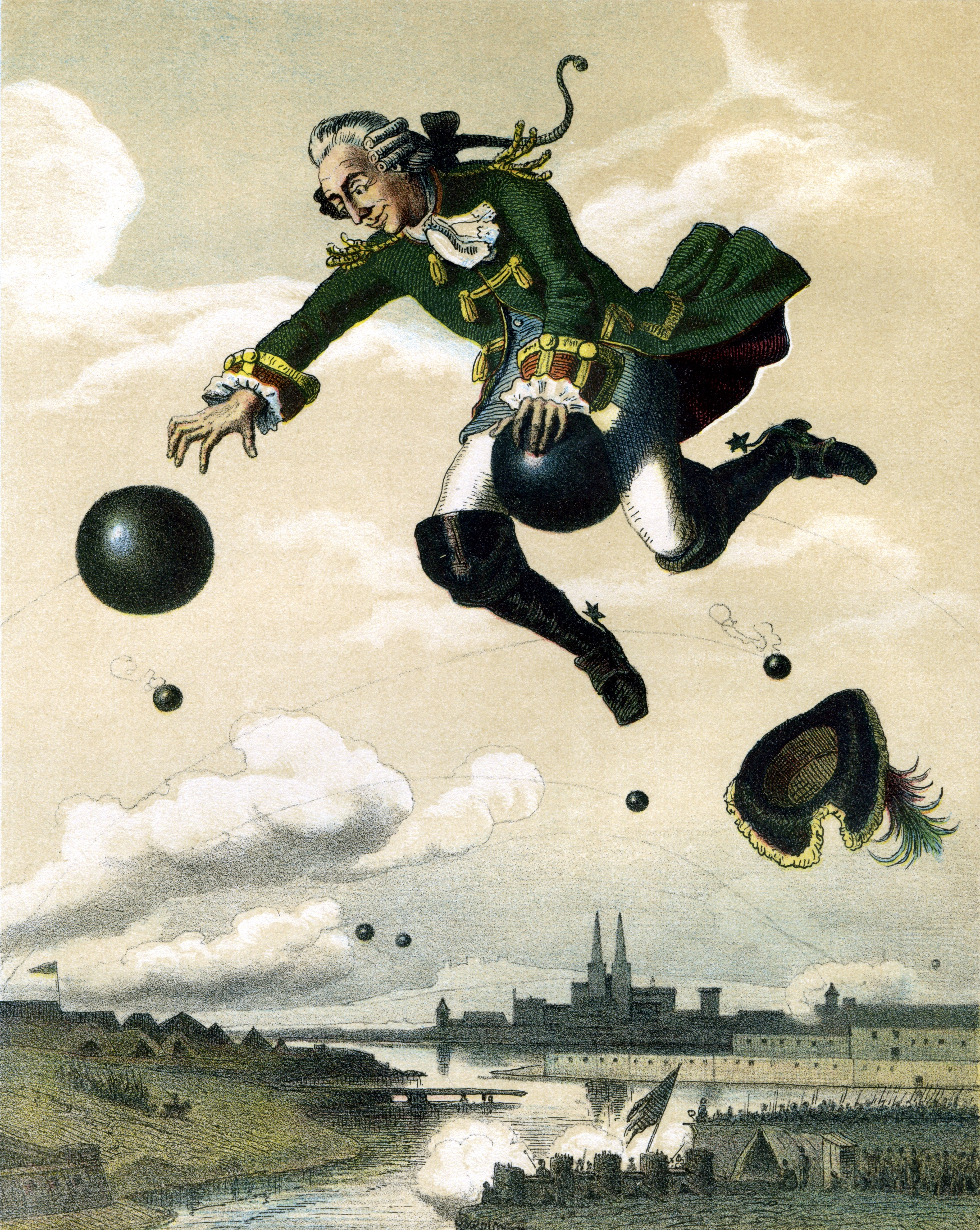
Münchhausen sur son boulet de canon, gravure d'August von Wille (1872).

- Karl Friedrich Hieronymus, baron de Münchhausen (1720 - 1797), Surnommé le « baron de Crac » (« baron du mensonge ») en raison de sa réputation d'affabulateur hors pair. Son nom est d'ailleurs à l'origine d'une maladie psychiatrique grave : le syndrome de Münchhausen qui décrit des personnes simulant tous les symptômes d'une maladie afin d'attirer sur elles l'attention des médecins, voire de leurs proches.
- Mary Baker (née Willcocks), dite « Princesse Caraboo » (1791-1864), mystificatrice anglaise qui s'est permis de tromper les membres de la haute société d'une petite ville britannique durant quelques mois (en se prétendant être une princesse royale venue d'un pays lointain) avant d'être démasquée par une de ses anciennes employeuses comme étant une femme de ménage de la région[15].
- Sir Edmund Backhouse (en)  (1873-1944)., baronet, dit « L'Ami des plus grands ».
- Blaise Cendrars, dénommé le « mythobiographe » dans un article du journal Le Monde allie dans ses récits autobiographiques, des faits réels et inventés[16].
- André Malraux (1901-1976), écrivain et homme politique[17].
- Misha Defonseca, de son vrai nom Monique De Wael (née en 1937) déclarait à qui voulait l'entendre être une rescapée juive de la Shoah, ayant traversé l’Europe à pied et parcouru 3 000 km, à la recherche de ses parents, protégée par des loups alors qu'elle était une petite fille. Elle a réussi à abuser l'écrivain Elie Wiesel. Monique De Wael était en fait une jeune femme catholique et fille d'un employé communal d'une commune belge qui a dénoncé des résistants durant la Seconde Guerre mondiale.
- Stéphane Bourgoin (né en 1953), écrivain de faits divers, spécialiste autoproclamé des tueurs en série.
- Jean-Claude Romand (né en 1954), un homme pris dans l'engrenage du mensonge, qui a abattu sa famille en 1993. Son histoire est racontée par Emmanuel Carrère dans L'Adversaire (2000), reprise par un film de Nicole Garcia avec Daniel Auteuil dans le rôle principal.
- Philippe Berre (1954 - 2021) est un escroc, principalement connu pour s'être fait passer pendant près d'un mois pour un ingénieur chargé de coordonner des travaux de l'A28, à Saint-Marceau dans la Sarthe. Cette usurpation a librement inspiré le film À l'origine de Xavier Giannoli avec François Cluzet.
- Janet Cooke reçoit le prix Pulitzer pour un reportage bidonné relatant les aventures d'un jeune toxicomane de huit ans, prénommé Jimmy, pour The Washington Post. Elle se déclare elle-même diplômée maniant avec aisance l'espagnol et le français. Une enquête interne finit par mettre à jour son ignorance totale de ses deux langues, l'inexistence de ses diplômes et finalement l'invention du sujet du reportage[18].
- Xavier Dupont de Ligonnès (né en 1961) est quelquefois qualifié par la presse comme « mythomane » du fait de certaines déclarations à des témoins et quelques-uns de ses mails envoyés à ses proches (même si certains le contestent)[19],[20],[21].
- Frédéric Bourdin, né en 1974), surnommé « Le caméléon » qui a usurpé l'identité d'enfants disparus. Il réussit même quelque temps à passer pour un mineur alors qu'il était âgé de 30 ans. Son histoire est à l'origine du docufiction The Imposter, sorti en 2012.
- Brian Blackwell (né en 1986) est un meurtrier anglais qui a tué ses parents afin de profiter de leur argent et d'éblouir sa petite amie, une jeune étudiante du Liverpool College en s'attribuant un rôle de grande personnalité du sport roulant sur l'or[22]

## Dans la culture populaire
En langage populaire, le terme « mytho » (un apocope du mot mythomane) définit une personne qui a tendance à l'exagération, voire à propager de fausses informations. Le terme est devenu très courant dans la seconde moitié du XXe siècle.

### Dans la littérature

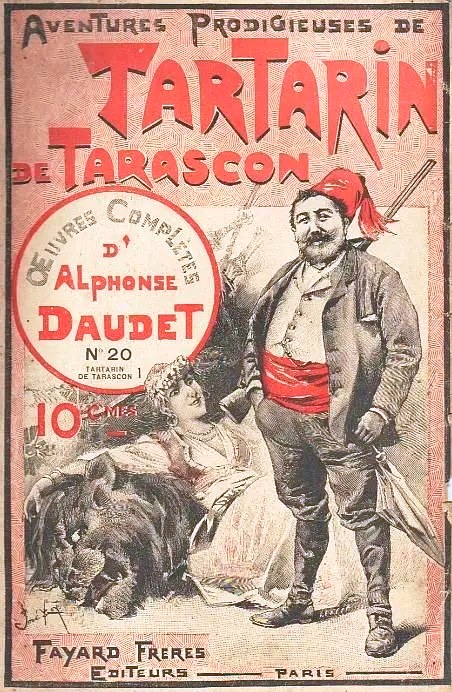
Couverture des Aventures prodigieuses de Tartarin de Tarascon (1899)

La mythomanie est un thème utilisé dans la littérature :
- Faux Jour, d'Henri Troyat qui narre la vie et la décadence d'un entrepreneur mythomane, paru en 1935.
- La Menteuse, Nelly, marquise de Fontranges décrite comme une « gentille et frivole femme » dans le roman de Jean Giraudoux[24], paru en 1958 ;
- Tartarin de Tarascon, héros d'Alphonse Daudet (repris dans plusieurs fois au cinéma dont un film de Georges Méliès, en 1908, un film de Raymond Bernard en 1934 (avec Raimu) et un film de Francis Blanche (avec lui-même), en 1962 ;
- Journal d'un mythomane, volume 1 et volume 2 sont un ouvrage du metteur en scène et polémiste Nicolas Bedos, paru aux éditions éditions Robert Laffont en 2011 et 2012.

### Dans la chanson
- Mythomane est une chanson de l'auteur-compositeur-interprète français Étienne Daho, présente dans son premier album paru en novembre 1981 et portant le même nom.
- Mytho est une chanson du duo Bigflo et Oli sortie en 2016 et présente sur l'album La Vraie Vie.

### Au cinéma et à la télévision
La mythomanie est abordée au cinéma avec notamment :
- les films La Vie secrète de Walter Mitty, film américain de Norman Z. McLeod sorti en 1947  et La Vie rêvée de Walter Mitty, un film américain réalisé par Ben Stiller sorti en 2013. Ces deux films narrent la vie d'un homme qui s'imagine être le héros d'aventures imaginaires pour s’évader de sa réalité insipide.
- le film Arrête-moi si tu peux (Catch Me If You Can), sorti en 2002, présente le personnage de Franck Abagnale, Jr., (incarné par Leonardo DiCaprio), glorieux mythomane qui utilise ses mensonges à des fins d'imposture. Frank Abagnale, Jr. a réellement existé ;
- le film Menteur, menteur (Liar Liar), sortie en 1997, présente le personnage de Fletcher Reede, (incarné par Jim Carrey), ne peut s'empêcher de mentir ;
- le film … Comme elle respire (ou La Menteuse est amoureuse), sorti en 1998, présente le personnage (incarné par Marie Trintignant), une mythomane pathologique ;
- le film The Invention of Lying ou L'Invention du mensonge (Mytho Man) est un film américain réalisé par Ricky Gervais et Matthew Robinson, sorti en 2009.
- le film Les Mythos est un film français réalisé par Denis Thybaud, sorti en 2011 qui présente des jeunes de banlieues, ex-vigiles, se font passer pour des gardes du corps expérimentés.
- le film Un homme idéal, sorti en 2015, présente le personnage de Mathieu Vasseur (incarné par Pierre Niney), un écrivain raté et tricheur qui s'enfonce dans ses mensonges.

La mythomanie est abordée à la télévision avec, notamment :
- la série Serge le Mytho, présente le personnage de Serge interprété par Jonathan Cohen